# Otto Hofmann (Maler)
Otto Hofmann (* 17. November 1932 in Sonneberg; † 2. September 2024 ebenda) war ein deutscher Maler.

## Leben und Werk
Hofmann ging im Rahmen seiner Berufsausbildung ab 1947 auf die Staatliche Industrieschule Sonneberg, an der vorwiegend Modelleure und Gestalter für die Spielzeug- und Keramikindustrie ausgebildet wurden, die heutige Fachschule für Technik und Gestaltung. Dort erhielt er bei einem Bildhauer und einem akademischer Maler auch eine künstlerische Ausbildung. Danach arbeitete Hofmann als Werbegrafiker und Ausstellungsleiter. Von 1963 bis 1966 besuchte er die Spezialschule für Malerei und Grafik der Bezirkskulturakademie Suhl. Seit 1970 arbeitete Hofmann in Steinbach als freischaffender Maler, bis 1990 als Mitglied des Verbands Bildender Künstler der DDR. 1970 nahm er an einem internationalen Maler-Pleinair in Polen teil. Hofmann malte vor allem großformatige Tafelbilder. Er erhielt in der DDR auch Aufträge für architekturbezogene Malerei. Er war einer der wichtigen zeitgenössischen bildenden Künstler der Region und blieb bis ins Alter künstlerisch tätig.
Bilder Hofmanns befinden sich als Schenkung des Künstlers im Stadtarchiv Sonneberg.

## Werke
- Thermalbad (1978, Öl, 62 × 72 cm)[2]

- Der rote Berg (Acryl; Stadtarchiv Sonneberg)[3]
- Der Traum (Acryl; Stadtarchiv Sonneberg)[3]
- Selbstbildnis (2000, Acryl, 60 × 80 cm)[4]

## Ausstellungen

### Personalausstellungen
- 1976: Eisfeld, Museum Otto Ludwig
- 1982: Staatliche Museen Meiningen[5]
- 1982: Sonneberg, Spielzeugmuseum[5]
- 1982: Otto-Ludwig-Museum, Eisfelder Schloss[5]
- 1990: Sonneberg, Landratsamt
- 1992/1993: Sonneberg, Galerie Gaetke
- 1997: Lichtenfels, Galerie Boxler
- 2008: Sonneberg, Städtische Galerie[6]
- 2018/2019: Sonneberg, Galerie Notwehr[7]

### Teilnahme an Ausstellungen in der DDR
- 1971, 1975, 1979 und 1984: Suhl, Bezirkskunstausstellungen
- 1987/1988: Dresden, X. Kunstausstellung der DDR